# 290

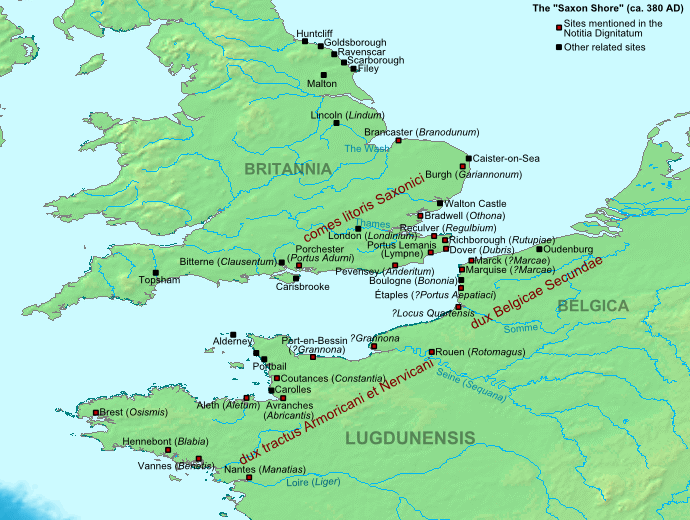
Litus Saxonicum (Engeland)

Het jaar 290 is het 90e jaar in de 3e eeuw volgens de christelijke jaartelling.

## Gebeurtenissen

### Brittannië
- Carausius laat in het zuidoosten van Engeland een serie van fortificaties aanbrengen. De Romeinse versterkingen (de Litus Saxonicum) moeten de kuststreek beschermen tegen Saksische invallen.

### Europa
- Maximianus erkent na de mislukte invasie van Britannia het gezag van Carausius als derde keizer van het Romeinse Rijk.
- De Franken beheersen het Scheldegebied. Frankische stamhoofden moeten verplicht soldaten leveren voor het Romeinse leger en de Rijngrens bewaken.

### China
- 17 mei - Keizer Sima Yan, stichter van de Jin-dynastie, komt te overlijden. Er ontstaat tussen de leden van de Sima-familie een strijd over de troonsopvolging.

## Overleden
- 17 mei - Sima Yan (54), keizer van het Chinese Keizerrijk
- Victor van Marseille, christelijke martelaar en heilige